# Caribou Mountains (Alberta)
I monti Caribou sono una catena montuosa che circonda un elevato altopiano a nord dell'Alberta, nel Canada occidentale.
Sorgono a nord del basso corso del fiume Peace, e sono delimitate a nord e ad est dal Wood Buffalo National Park.
I monti Caribou raggiungono un'altitudine di 1030 m, che è quasi 700 m al di sopra delle zone circostanti.
Il Caribou Mountains Wildland Park tutela l'ambiente particolare della regione, fatta anche di zone umide, cuore di un habitat comprensivo di boschi dove vivono parecchie mandrie di caribù.